# Limnephilus incertus
Limnephilus incertus är en nattsländeart som beskrevs av Martynov 1909. Limnephilus incertus ingår i släktet Limnephilus och familjen husmasknattsländor. Inga underarter finns listade i Catalogue of Life.